# Rachecourt-Suzémont
Rachecourt-Suzémont ist eine französische Gemeinde mit 106 Einwohnern (Stand: 1. Januar 2022) im Département Haute-Marne in der Region Grand Est. Sie gehört zum Arrondissement Saint-Dizier und ist Mitglied im Gemeindeverband Communauté d’agglomération du Grand Saint-Dizier, Der et Vallées.
Die Gemeinde wurde 1969 durch Zusammenlegung der früheren Gemeinden Rachecourt-sur-Blaise und Suzémont gebildet. Sie liegt an der Blaise, 15 Kilometer westlich von Joinville. Nachbargemeinden von Rachecourt-Suzémont sind Doulevant-le-Petit, Vaux-sur-Blaise und Morancourt.

## Bevölkerungsentwicklung
| Jahr      | 1962 | 1968 | 1975 | 1982 | 1990 | 1999 | 2007 | 2018 |
| --------- | ---- | ---- | ---- | ---- | ---- | ---- | ---- | ---- |
| Einwohner | 114  | 143  | 160  | 125  | 95   | 93   | 108  | 105  |